# Muleshoe
Muleshoe – miasto w Stanach Zjednoczonych, w stanie Teksas, w hrabstwie Bailey. W 2000 roku liczyło 4 530 mieszkańców.